# Журавкинское сельское поселение
Журавкинское се́льское поселе́ние — упразднённое муниципальное образование в Зубово-Полянском районе Мордовии Российской Федерации.
Административный центр — село Журавкино.

## История
Статус и границы сельского поселения установлены Законом Республики Мордовия от 7 февраля 2005 года № 12-З «Об установлении границ муниципальных образований Зубово-Полянского муниципального района, Зубово-Полянского муниципального района и наделении их статусом сельского поселения, городского поселения и муниципального района».
Упразднено в 2019 году с включением всех населённых пунктов в Дубительское сельское поселение (сельсовет).

## Население
| 2002 | 2010 | 2012 | 2013 | 2014 | 2015 | 2016 |
| ---- | ---- | ---- | ---- | ---- | ---- | ---- |
| 877  | ↘711 | ↘689 | ↗690 | ↘681 | ↘655 | ↘626 |
| 2017 | 2018 | 2019 |      |      |      |      |
| ↘607 | ↘586 | ↘581 |      |      |      |      |

## Состав сельского поселения
| № | Населённый пункт | Тип населённого пункта | Население |
| - | ---------------- | ---------------------- | --------- |
| 1 | Авдалово         | село                   | ↘395      |
| 2 | Журавкино        | село                   | ↘309      |
| 3 | Круглый          | посёлок                | ↘7        |